# Tour de l'Ardèche 2017
De 15e editie van de wielerwedstrijd Tour de l'Ardèche vond in 2017 plaats van 5 tot en met 10 september. De start was in Saint-Martin-d'Ardèche en de finish op Mont Lozère. De ronde stond op de UCI-kalender voor vrouwen, in de categorie 2.2. Titelverdedigster Flávia Oliveira werd opgevolgd door de Australische Lucy Kennedy. De slotrit met aankomst op Mont Lozère werd gewonnen door de Nederlandse Pauliena Rooijakkers.

## Deelnemende ploegen
| UCI-teams            | Nationale selectie | Clubteams            |
| -------------------- | ------------------ | -------------------- |
| BePink               | Australië          | Bio Frais            |
| BTC City Ljubljana   | Frankrijk          | Jos Feron Lady Force |
| Lares-Waowdeals      | Polen              | SWABO Ladies         |
| Parkhotel Valkenburg | Rusland            | World Cycling Center |
| Team Tibco           | Spanje             |                      |
|                      | Thailand           |                      |
|                      | Zwitserland        |                      |

## Etappe-overzicht
| Etappe | Datum        | Start                     | Finish              | Type                | Afstand  | Winnaar              | Klassementsleider   |
| ------ | ------------ | ------------------------- | ------------------- | ------------------- | -------- | -------------------- | ------------------- |
| 1      | 5 september  | Le Pouzin                 | Beauchastel         | Bergrit             | 98,4 km  | Katarzyna Pawłowska  | Katarzyna Pawłowska |
| 2      | 6 september  | Orange                    | Orange              | Heuvelrit           | 122,4 km | Katarzyna Pawłowska  | Katarzyna Pawłowska |
| 3a     | 7 september  | Malataverne               | Malataverne         | Individuele tijdrit | 9,3 km   | Lauren Stephens      | Lauren Stephens     |
| 3b     | 7 september  | Montélimar                | Cruas               | Heuvelrit           | 89,5 km  | Silvia Valsecchi     | Lauren Stephens     |
| 4      | 8 september  | Privas                    | Villeneuve-de-Berg  | Bergrit             | 129,2 km | Jessica Pratt        | Lauren Stephens     |
| 5      | 9 september  | Saint-Sauveur-de-Montagut | Vernoux-en-Vivarais | Bergrit             | 91,1 km  | Lucy Kennedy         | Lucy Kennedy        |
| 6      | 10 september | Mende                     | Mont Lozère         | Bergrit             | 89,5 km  | Pauliena Rooijakkers | Lucy Kennedy        |

## Klassementenverloop
| Etappe       | Winnaar              | Algemeen klassement · | Puntenklassement ·  | Bergklassement · | Jongerenklassement · | Ploegenklassement |
| ------------ | -------------------- | --------------------- | ------------------- | ---------------- | -------------------- | ----------------- |
| 1            | Katarzyna Pawłowska  | Katarzyna Pawłowska   | Katarzyna Pawłowska | Nikola Nosková   | Ramona Forchini      | BePink            |
| 2            | Katarzyna Pawłowska  | Katarzyna Pawłowska   | Katarzyna Pawłowska | Dani Christmas   | Ramona Forchini      | BePink            |
| 3a           | Lauren Stephens      | Lauren Stephens       | Katarzyna Pawłowska | Dani Christmas   | Ramona Forchini      | Team Tibco        |
| 3b           | Silvia Valsecchi     | Lauren Stephens       | Katarzyna Pawłowska | Dani Christmas   | Ramona Forchini      | Team Tibco        |
| 4            | Jessica Pratt        | Lauren Stephens       | Ramona Forchini     | Dani Christmas   | Anabelle Dreville    | Australië         |
| 5            | Lucy Kennedy         | Lucy Kennedy          | Lucy Kennedy        | Hanna Nilsson    | Nikola Nosková       | Australië         |
| 6            | Pauliena Rooijakkers | Lucy Kennedy          | Lucy Kennedy        | Hanna Nilsson    | Nikola Nosková       | Australië         |
| 0Eindstanden | 0Eindstanden         | Lucy Kennedy          | Lucy Kennedy        | Hanna Nilsson    | Nikola Nosková       | Australië         |

2003 · 2004 · 2005 · 2006 · 2007 · 2008 · 2009 · 2010 · 2011 · 2012 · 2013 · 2014 · 2015 · 2016 · 2017 · 2018 · 2019 · 2020 · 2021 · 2022 · 2023 · 2024